# Adept
Adept è un'interfaccia grafica dell'Advanced Packaging Tool (un programma per la gestione di pacchetti software) per l'ambiente desktop KDE.
Il programma è sviluppato da Peter Rockai ed è sponsorizzato da Canonical Ltd attraverso il progetto Kubuntu. Secondo lo sviluppatore, Adept è il successore di Kapture, che una volta venne costruito per KDE. Adept comprende anche un sistema che cerca nuovi aggiornamenti, adept-updater, e un sistema di notifica nella systray, adept-notifier. Adept è stato inserito in Kubuntu dalla versione 5.10, denominata "Breezy Badger".
Con l'avvento di KDE4 anche per Adept, come per la maggior parte delle applicazioni KDE, è iniziata la riscrittura del codice utilizzando le nuove e più performanti librerie QT4. Tuttavia Adept3 non ha mai visto la luce. Arrivato a pubblicare la beta4 lo sviluppatore ha scritto sul proprio blog  che non continuerà a curare il progetto in quanto Kubuntu dalla versione 9.04 includerà come package manager di default KPackageKit e, di conseguenza, non sponsorizzerà più il progetto Adept.